# Thiết lập mục tiêu cá nhân
Thiết lập mục tiêu cá nhân  là việc thiết lập mục tiêu thực hiện bởi những người muốn để đạt được mục tiêu vì sự tiến bộ của bản thân hoặc hoàn cảnh của họ. Nó được thực hiện qua một quá trình có hệ thống liên quan đến nghĩ, xác định và thực hiện. Các mục tiêu cá nhân phổ biến bao gồm giảm cân, đạt điểm tốt, và tiết kiệm tiền.

## Các bước
Trước khi xây dựng mục tiêu cá nhân, người ta nên xem xét mục tiêu đó có ý nghĩa như thế nào để nó có thể thiết lập một cảm giác về giá trị cho người theo đuổi mục tiêu. Thêm giá trị tạo ra một thành phần động lực cần thiết để đạt được mục tiêu (Davis và cộng sự, 2016, trang 193–202).
Đầu tiên, hãy xem xét khía cạnh "tại sao" của mục tiêu để tìm mục đích của bạn để đạt được nó. Nhìn vào bức tranh lớn trước khi chia nó thành các thành phần nhỏ hơn cho phép người ta tập trung vào việc đạt được mục tiêu chính. Một khi mục tiêu chính được thiết lập, chia nó thành các thành phần nhỏ hơn, có thể đạt được hơn sẽ giúp trong phần lập kế hoạch thiết lập mục tiêu. Bằng cách sắp xếp những phần này trong một thời gian biểu có tổ chức, người lập mục tiêu được giảm bớt sự lo lắng  có thể cảm thấy khi hướng tới các nhiệm vụ lớn, quá mênh mông. Các thành phần nhỏ hơn nên phản ánh các khía cạnh của mục tiêu tổng thể, nhưng cung cấp phản hồi ngay lập tức để giữ cho cá nhân hoạt động. Động lực cho quá trình này xuất phát từ giá trị được thiết lập từ mục tiêu lớn hơn, dài hạn, trong khi những thành tựu của các mục tiêu ngắn hạn nhỏ hơn làm tăng lòng tự trọng. Mục tiêu là tất cả theo định hướng tương lai, và xu hướng của mọi người để hình dung ra phiên bản tương lai của chính họ để tạo ra một mong muốn cuối cùng là  mẹo để phá vỡ ý nghĩa trong các mục tiêu nhỏ hơn và có thể đạt được. Ngay cả khi kết thúc là để duy trì lối sống hiện tại mà nó trở thành một mục tiêu mà cũng có thể được phân mảnh thành các loại nhỏ hơn.
"Người ta nên để lại tất cả các giải trí và niềm vui của cuộc sống để đạt được mục tiêu" (suvrat vats)

## Viết mục tiêu cá nhân
Chiến lược viết bắt đầu bằng hình ảnh lớn, và trích xuất ý nghĩa và giá trị cho cá nhân như một công cụ để xây dựng động lực. Khi mục tiêu chính được thiết lập, việc viết quy trình này sẽ thực hiện các nhiệm vụ và chia nhỏ các mục tiêu có thể đạt được nhằm thúc đẩy lòng tự trọng và phản hồi ngay lập tức để giữ cho cá nhân tiếp tục công việc (Mouratidis, 2015, trang 643–647;, 2012, trang 321–333).

## Quản lý thời gian
Tùy thuộc vào loại mục tiêu cá nhân mà người ta muốn đạt được sẽ ảnh hưởng đến thời gian biểu và các hạn chót nhỏ đặt ra cho bản thân họ. Quản lý thời gian là hoàn thành công việc có hệ thống được giao bởi cấp trên hoặc chính bạn một cách hiệu quả và kịp thời. Các bước quản lý thời gian yêu cầu xác định mục tiêu và đặt ra một kế hoạch tối đa hóa hiệu suất và thực hiện mục tiêu (Foley, 2007, p. 199).

## Các mục tiêu ngắn hạn
Mục tiêu cụ thể hơn hoặc ngắn hạn như giảm cân, lập ngân sách, hoàn thành nhiệm vụ, v.v. sẽ được hưởng lợi từ các phương pháp lập kế hoạch rất ngắn gọn. Bằng cách tạo ra một kế hoạch với một hình thức đo lường cụ thể, người ta có thể thấy dễ dàng hơn trong việc tiếp tục công việc, duy trì động lực và tuân theo một hệ thống giám sát chặt chẽ hơn. Đặc điểm của các mục tiêu ngắn hạn là sự đơn giản và hợp lý. Chọn một cái gì đó có thể được thực hiện theo một lịch trình định trước. Mục tiêu ngắn hạn có thể là một phần công việc hiệu quả cho mục tiêu dài hạn vì họ cung cấp phản hồi tức thì và giúp cải thiện sự tự tin. Một cách hiệu quả để tạo lịch biểu sẽ là tạo ra một cơ sở tham chiếu có thể nhìn thấy được. Điều này sẽ cung cấp một chương trình nghị sự cũng như một hồ sơ về trách nhiệm giải trình khi nói đến thời gian để đánh giá tình trạng mục tiêu (Nikitina, 2012).

## Mục tiêu dài hạn
Mục tiêu dài hạn được sử dụng để tạo ra một hình ảnh tinh thần về kết quả cuối cùng của bạn về mục tiêu. Có thể khó khăn hơn khi thu hẹp để cụ thể hóa các đường đi nước bước và thời hạn. Các danh mục như mục tiêu nghề nghiệp, theo đuổi giáo dục hoặc lập kế hoạch tài chính dài hạn thường là nạn nhân của các yếu tố bên ngoài có thể thay đổi kết quả. Giữ hình ảnh lớn trong tâm trí có thể giúp duy trì giá trị và động lực trong việc theo đuổi các mục tiêu dài hạn. Trong khi các mục tiêu dài hạn thường giữ giá trị cho căn cứ, chia nhỏ chúng thành các mục tiêu nhỏ hơn có thể đạt được với một khung thời gian cụ thể có thể làm cho chúng hiệu quả hơn (MindTools.com, 1996). Quá trình phá vỡ các mục tiêu dài hạn thành những thành tựu ngắn hạn, thực tế có thể giúp xây dựng lòng tự trọng, cung cấp phản hồi ngay lập tức và là cột mốc cho cá nhân để họ thực hiện nhiệm vụ (Training Journal, 2011, trang 55–) 58).

## Công cụ / ứng dụng hướng mục tiêu
Có rất nhiều ứng dụng hữu ích giúp thiết lập mục tiêu; một số danh mục bao gồm các ứng dụng tài chính, chăm sóc sức khỏe, lịch và cảnh báo. Ứng dụng ngân sách Các loại ứng dụng này cho phép người dùng đưa ra quyết định tài chính ngắn hạn và dài hạn với thu nhập của họ. Bằng cách phân bổ thu nhập nhất định cho các danh mục tự xây dựng, người dùng có thể đưa ra quyết định ngân sách hàng tuần, hàng tháng và hàng năm để hỗ trợ họ trong việc quản lý tiền.

## Ứng dụng chăm sóc sức khỏe và sức khỏe
Các loại ứng dụng này cung cấp cho người dùng các mục tiêu thể dục trong ngắn hạn hoặc dài hạn để phù hợp với mong muốn cá nhân. Sau khi các mục tiêu được đánh giá và một chiến lược để đạt được kết quả mong muốn được tạo ra, người dùng sau đó có thể bắt đầu theo dõi thói quen ăn uống và thói quen tập thể dục hàng ngày. Ứng dụng cho phép người dùng theo dõi tiến độ ngắn hạn bằng cách chia nhỏ kết quả cuối cùng thành các mục tiêu nhỏ hơn, có thể đạt được.

## Nghiên cứu thực nghiệm
Cuốn sách Những gì họ không dạy cho bạn trong trường kinh doanh Harvard được biết đến với trích dẫn một nghiên cứu mà thấy rằng mục tiêu bằng văn bản có ảnh hưởng đáng kể đến thành công về tài chính, nhưng vào năm 1996, Fast Company đã xác định rằng nghiên cứu này không được thực hiện. Vào năm 2015, một nghiên cứu về mục tiêu cho thấy những người đã viết chúng xuống hoàn thành chúng ở một tỷ lệ cao hơn đáng kể so với những người không.